# Sartana le redoutable
Pour plus de détails, voir Fiche technique et Distribution.
Sartana le redoutable (Inginocchiati straniero... I cadaveri non fanno ombra!) est un western spaghetti italien sorti en 1970, réalisé par Demofilo Fidani.

## Synopsis
Lazar Peacock, un chasseur de primes sans scrupules, dont la route est semée de cadavres, arrive à Palo Pinto, une bourgade à la frontière du Mexique : là, c'est Barret qui fait la loi, en tant que propriétaire d'une mine d'or où travaillent les peones.

## Fiche technique
- Titre : Sartana le redoutable ou A genoux étranger, les cadavres ne font pas d'ombre[1]
- Titre original italien : Inginocchiati straniero... I cadaveri non fanno ombra!
- Genre : Western spaghetti
- Réalisateur : Demofilo Fidani (sous le pseudo de Miles Deem)
- Scénario : Francesco Mannocchi, Demofilo Fidani, Palmambrogio Molteni
- Production : Demofilo Fidani pour Tarquinia Film
- Photographie : Aristide Massaccesi
- Montage : Piera Bruni
- Musique : Coriolano Gori
- Décors : Maria Rosa Valenza
- Costumes : Maria Rosa Valenza
- Maquillage : Corrado Blengini
- Pays :  Italie
- Année de sortie : 1970
- Durée : 90 minutes
- Format d'image : 2.35:1
- Distribution en Italie : Italian International Film, Indipendenti Regionali
- Date de sortie en salle en France : 13 octobre 1971[1]

## Distribution
- Jack Betts (sous le pseudo de Hunt Powers) : Lazar Peacock, chasseur de primes
- Franco Borelli (sous le pseudo de Chet Davis) : l'étranger
- Ettore Manni : Barrett/Billy Ring
- Simonetta Vitelli (sous le pseudo de Simone Blondell) : Maya
- Benito Pacifico (sous le pseudo de Dennis Colt) : Medina
- Gordon Mitchell : Roger Murdock
- Attilio Dottesio (sous le pseudo de Dean Reese) : Sanchez
- Pietro Fumelli : Stanley
- Amerigo Castrighella (sous le pseudo de Custer Gail) : un homme de Barrett
- Mario Cappuccio : un mineur
- Manlio Salvatori: shérif
- Eugenio Galadini : Tom, propriétaire du magasin
- Giglio Gigli : un homme de main de Medina
- Mary Ross